# موج کوتاه

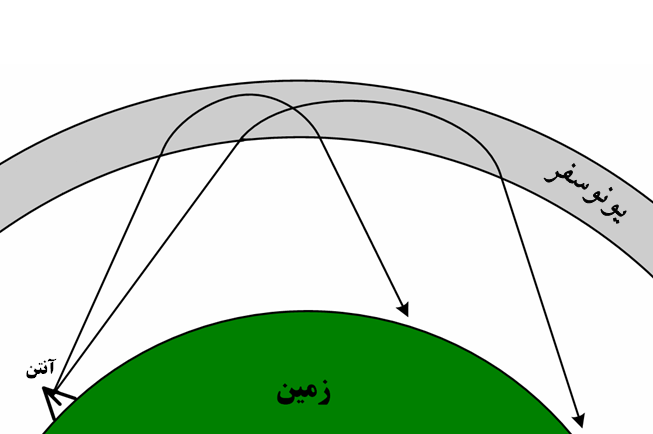
رفتار امواج رادیویی موج کوتاه در برخورد با لایه یونوسفر پس از انتشار از طریق آنتن

موج کوتاه (به انگلیسی: Short Wave) به اختصار SW، امواج رادیویی در باند فرکانسی ۳ تا ۳۰ مگاهرتز است که برای پوشش دادن منطقه وسیعی بکار می‌رود.
ویژگی موج کوتاه این است که در این محدوده فرکانسی می‌توان تعداد زیادی ایستگاه (کانال) رادیویی بدون تداخل داشت؛ مثلاً بسیار از رادیو کنترل‌های آموزشی از ۲٬۴و ۵٬۴مگاهرتز استفاده می‌کنند